# Gerda Thune Andersen
Gerda Sophie Thune Andersen, född 29 augusti 1932 i Hellerup i Danmark, är en dansk-svensk skulptör. 
Gerda Thune Andersen är dotter till överläkaren Troels Thune Andersen och Karen Bergtrup Christiansen och från 1958 gift med jägmästaren Nils Wiljelm Hammer Kjølsen. Hon studerade för Gottfred Eickhoff, Johannes Bjerg och Einar Utzon-Frank vid Det Kongelige Danske Kunstakademi i Köpenhamn 1954–1959 och var under en period 1956 elev vid École des Beaux-Arts i Paris. Hon tilldelades ett stipendium från Carlsbergfondet 1958 och danska konstakademins guldmedalj 1959 samt Niels Prize utmärkelse 2014. Sedan mitten av 1950-talet medverkade hon i de flesta vårutställningarna på Charlottenborg i Köpenhamn och från 1965 med Skånes konstförening. Bland hennes offentliga arbeten märks bronsskulpturerna Tine vid Ängelholms sjukhus, Legende barn i Bromölla och en minnesrelief över Niels Egede i Egedeminde på Grönland samt med en keramikrelief i Rønne på Bornholm. I mitten av 1960-talet bosatte hon sig i Skåne där hon bygge upp en egen ateljé och i början av 1990-talet flyttade hon till Afrika där hon periodvis var bosatt i Moçambique, Laos och Kenya sedan 2011 är hon verksam i Kairo. Hennes konst består av reliefer, figurer och porträtt utförda i gips, trä, sten eller brons. 
Gerda Thune Andersen är representerad vid bland andra Regionmuseet Kristianstad, Statens museum for Kunst och Vendsyssel Kunstmuseum.